# Monotrace (automobile)

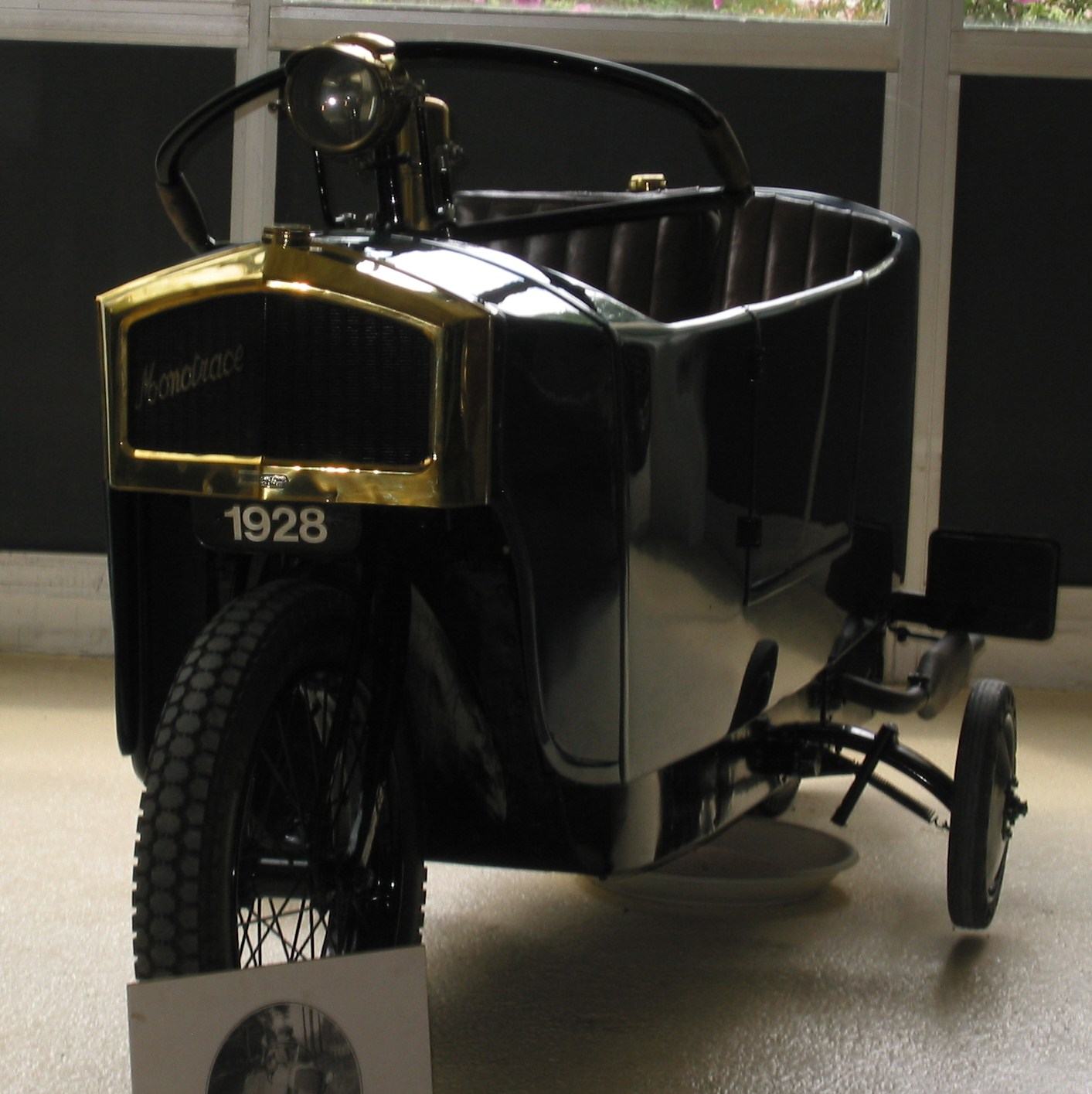
Monotrace (1928)

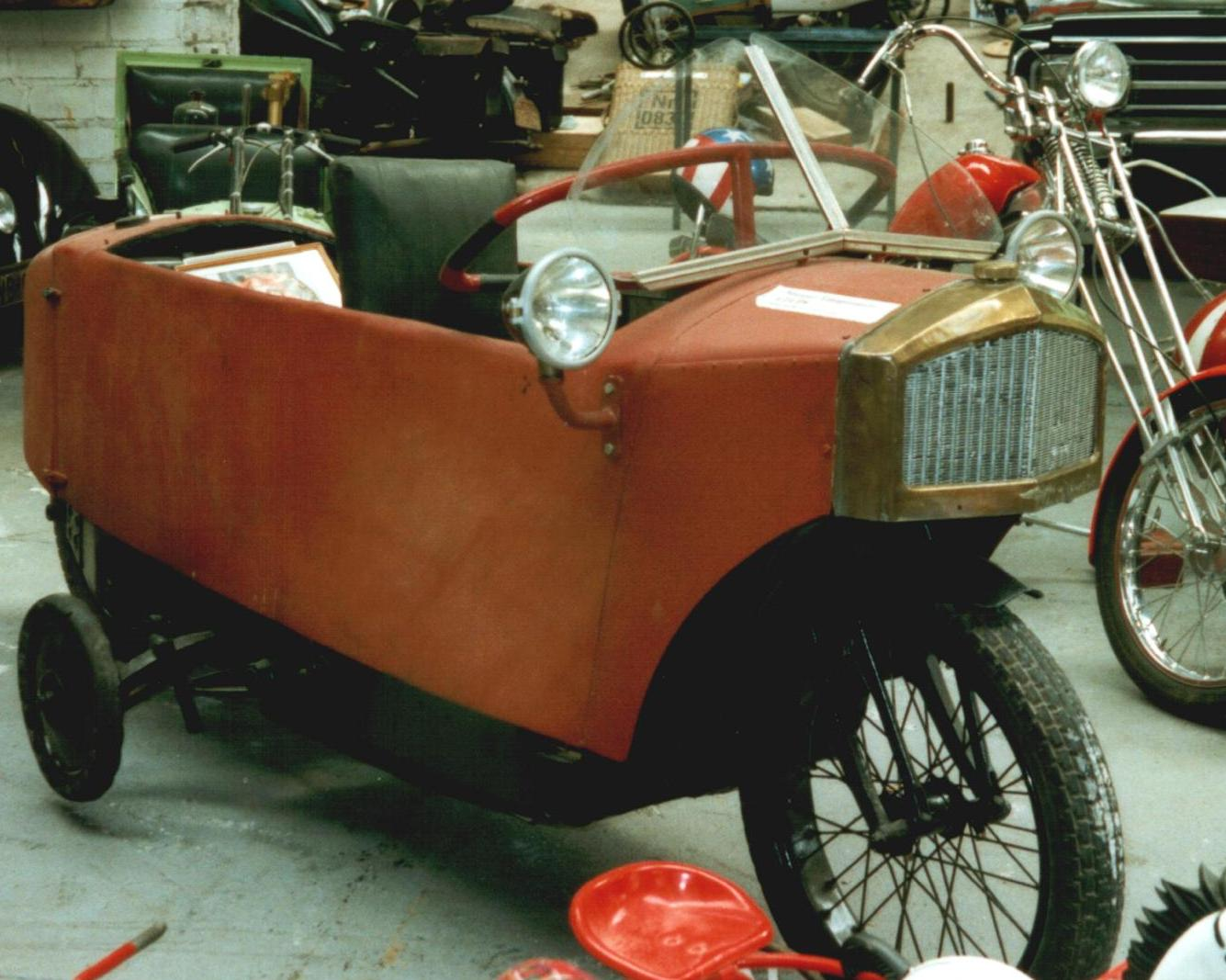
L'Inspiration est venue de la Mauser "Einspurauto" de 1923

Les Établissements Monotrace S. A. (anciennement Ateliers du Rond-Point) était un constructeur automobile français basé (à partir de 1926), à Courbevoie, à la lisière de Paris, entre 1924 et 1930,,,. Bien qu'elle fût présentée comme un type d'automobile, la Monotrace fut à certains égards plus proche d'une moto que d'une voiture classique.

## La société
Les Ateliers du Rond-Point de Saint-Étienne commencèrent à produire des automobiles en 1924. Les voitures portaient le nom Monotrace. En 1926, la production a été reprise par les Établissements Monotrace S. A. à Courbevoie. Cette même année, Joseph-Auguste Roten, dont l'expérience relevait de l'ingénierie, prit la direction de l'entreprise. La production prit fin dans les années 1930.

## Les véhicules
Le seul modèle était basé sur la "Mauser Einspurauto" de 1923. Il avait deux roues principales, l'une derrière l'autre, mais avec un deuxième jeu de roues latérales plus petites afin d'assurer la stabilité à l'arrêt, mais qui pouvaient se replier lorsque le véhicule était en mouvement. Le moteur monocylindre refroidi par eau avait une cylindrée de 510 cm3 et fournissait une puissance d'environ 12 ch. La transmission, en sortie d'une boîte de vitesses à trois rapports, entraînait la roue arrière par chaîne,. Il y avait de la place pour deux personnes, positionnées l'une derrière l'autre.L'engin pouvait s'apparenter à une moto "pieds en avant".
Le fabricant exposa au 20e salon Automobile de Paris en octobre 1925. À cette époque, le prix indiqué pour le véhicule était de 8 900 francs.
La gamme a été élargie en 1926, avec l'introduction d'une version "camionnette de livraison" de la Monotrace, et, en 1929, une monoplace de sport a été ajoutée.

## Liste de lecture
- (de) Harald Linz, Halwart Schrader: Die Internationale Automobil-Enzyklopädie. United Soft Media Verlag, München, 2008,  (ISBN 978-3-8032-9876-8)
- (en) George Nick Georgano (dir.), Beaulieu Encyclopédie de l'Automobile, volume 3: P–Z. Fitzroy Dearborn Éditeurs, Chicago, 2001  (ISBN 1-57958-293-1)
- George Nick Georgano, Des Voitures. Encyclopédie complète. De 1885 à nos jours, Courtille, Paris, 1975.